# 骆驼趾
骆驼趾（英語：camel toe, cameltoe）是指因为穿着紧身裤而使得女性阴部形状显现的情形，又泛指女性性徵之代稱。此俚语在电影《天气预报员》中有描述。与此对应的在男性身上发生的此现象称为「駝鹿關節」。